# Luis Colina
Luis Carlos Colina Espinel (ur. 29 czerwca 1941) – kolumbijski strzelec, olimpijczyk, multimedalista imprez rangi kontynentalnej.

## Kariera
Specjalizował się w strzelaniach z pistoletu. Uczestniczył w Letnich Igrzyskach Olimpijskich 1972, startując wyłącznie w pistolecie szybkostrzelnym z 25 m. Uplasował się na 40. pozycji wśród 62 zawodników.
Multimedalista imprez rangi kontynentalnej. Na igrzyskach panamerykańskich osiągnął 5 medali, w tym 1 złoty, 1 srebrny i 3 brązowe. Wszystkie wywalczył w zawodach drużynowych, w tym 4 w pistolecie szybkostrzelnym z 25 m i 1 w pistolecie standardowym z 25 m. W pistolecie pneumatycznym z 10 m był indywidualnie m.in. na 6. pozycji w 1975 roku. Najwięcej miejsc na podium osiągnął jednak podczas igrzysk Ameryki Środkowej i Karaibów – w czasie tej imprezy wywalczył 15 medali, w tym 3 złote, 8 srebrnych i 4 brązowe. Indywidualnie zwyciężył 1 raz – w 1990 roku wygrał w pistolecie standardowym z 25 m. Ponadto zdobył złoto w drużynowym strzelaniu z pistoletu szybkostrzelnego z 25 m (1978) i pistolecie centralnego zapłonu z 25 m (1974).

## Wyniki

### Igrzyska olimpijskie
| Igrzyska       | Konkurencja                   | Wynik                  | Miejsce | Źródło |
| -------------- | ----------------------------- | ---------------------- | ------- | ------ |
| Monachium 1972 | Pistolet szybkostrzelny, 25 m | 577 pkt. (193–196–188) | 40      | [ 1 ]  |